# 9e cérémonie des Oscars
La 9e cérémonie des Oscars du cinéma s'est déroulée le 4 mars 1937 à l'Hôtel Biltmore de Los Angeles en Californie.
La cérémonie est présentée par George Jessel.

## Palmarès

### Oscar du meilleur film
- Le Grand Ziegfeld (The Great Ziegfeld), produit par Metro-Goldwyn-Mayer
  - Anthony Adverse, produit par Warner Bros.
  - Dodsworth, produit par Samuel Goldwyn Productions
  - Une fine mouche (Libeled Lady), produit par Metro-Goldwyn-Mayer
  - L'Extravagant Mr. Deeds (Mr. Deeds Goes to Town), produit par Columbia
  - Roméo et Juliette (Romeo and Juliet), produit par Metro-Goldwyn-Mayer
  - San Francisco, produit par Metro-Goldwyn-Mayer
  - La Vie de Louis Pasteur (The Story of Louis Pasteur), produit par Cosmopolitan Productions
  - Le Marquis de Saint-Évremont (A Tale of Two Cities), produit par Metro-Goldwyn-Mayer
  - Trois jeunes filles à la page (Three Smart Girls), produit par Universal

### Oscar du meilleur réalisateur
- Frank Capra pour L'Extravagant Mr. Deeds (Mr. Deeds Goes to Town)
  - Gregory La Cava pour Mon homme Godfrey (My Man Godfrey)
  - Robert Z. Leonard pour Le Grand Ziegfeld (The Great Ziegfeld)
  - W.S. Van Dyke pour San Francisco
  - William Wyler pour Dodsworth

### Oscar du meilleur acteur

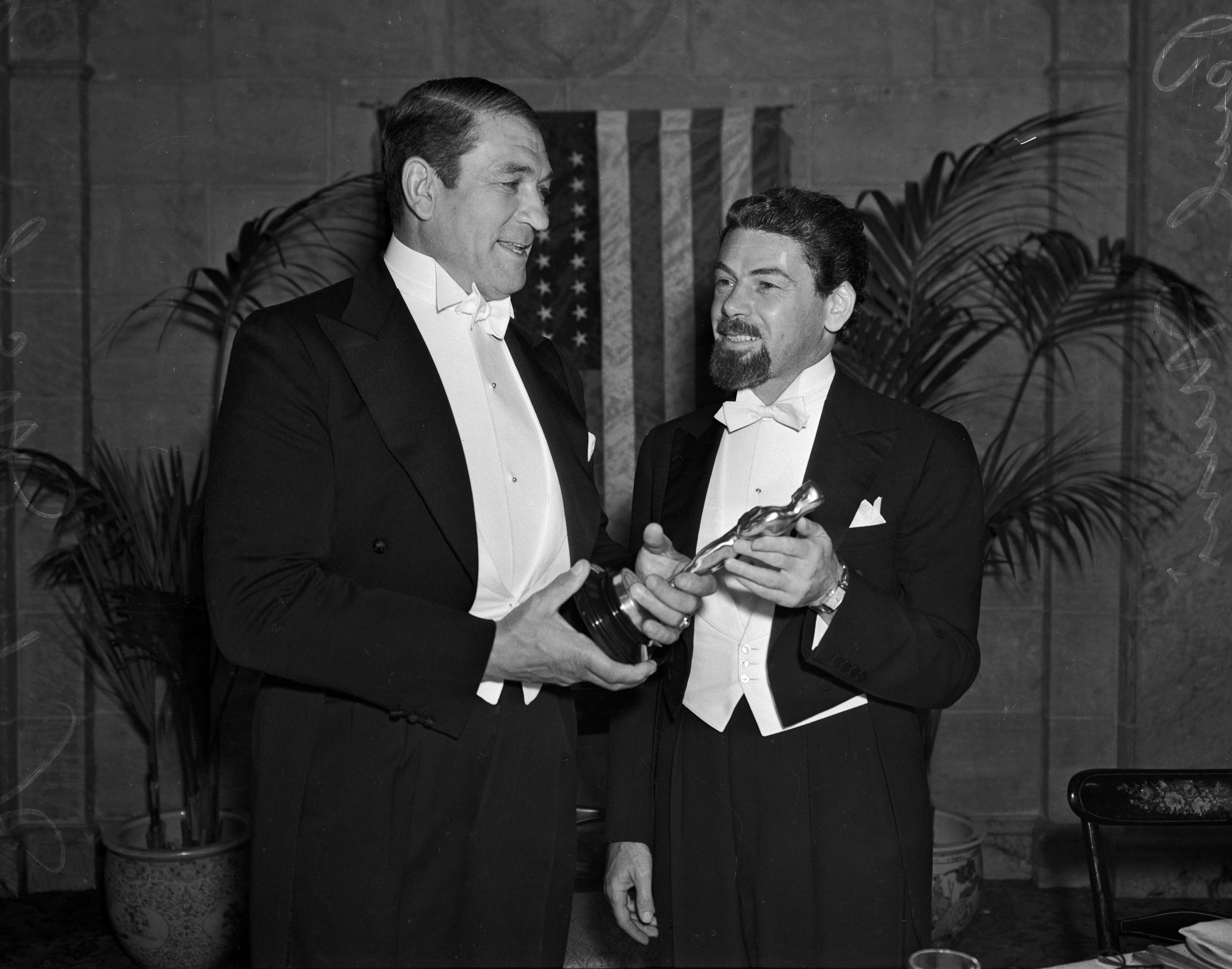
Paul Muni et Victor McLaglen.

- Paul Muni pour La Vie de Louis Pasteur (The Story of Louis Pasteur)
  - Gary Cooper pour L'Extravagant Mr. Deeds (Mr. Deeds Goes to Town)
  - Walter Huston pour Dodsworth
  - William Powell pour Mon homme Godfrey (My Man Godfrey)
  - Spencer Tracy pour San Francisco

### Oscar de la meilleure actrice
- Luise Rainer pour Le Grand Ziegfeld (The Great Ziegfeld)
  - Irene Dunne pour Théodora devient folle (Theodora Goes Wild)
  - Gladys George pour Valiant Is the Word for Carrie
  - Carol Lombard pour Mon homme Godfrey (My Man Godfrey)
  - Norma Shearer pour Roméo et Juliette (Romeo and Juliet)

### Oscar du meilleur acteur dans un second rôle
- Walter Brennan pour Le Vandale (Come and Get it)
  - Mischa Auer pour Mon homme Godfrey
  - Stuart Erwin pour Pigskin Parade
  - Basil Rathbone pour Roméo et Juliette (Romeo and Juliet)
  - Akim Tamiroff pour Le général est mort à l'aube (The General Died at Dawn)

### Oscar de la meilleure actrice dans un second rôle
- Gale Sondergaard pour Anthony Adverse
  - Beulah Bondi pour L'Enchanteresse (The Gorgeous Hussy)
  - Alice Brady pour Mon homme Godfrey (My Man Godfrey)
  - Bonita Granville pour Ils étaient trois (These Three)
  - Maria Ouspenskaya pour Dodsworth

### Oscar de la meilleure histoire originale
- Pierre Collings et Sheridan Gibney pour La Vie de Louis Pasteur (The Story of Louis Pasteur)
  - Norman Krasna pour Furie (Fury)
  - William McGuire pour Le Grand Ziegfeld (The Great Ziegfeld)
  - Robert Hopkins pour San Francisco
  - Adele Comandini pour Trois jeunes filles à la page (Three Smart Girls)

### Oscar du meilleur scénario adapté
- Pierre Collings et Sheridan Gibney pour La Vie de Louis Pasteur (The Story of Louis Pasteur)
  - Frances Goodrich et Albert Hackett pour Nick, gentleman détective (After the Thin Man)
  - Sidney Howard pour Dodsworth
  - Robert Riskin pour L'Extravagant Mr. Deeds (Mr. Deeds Goes to Town)
  - Morrie Ryskind et Eric Hatch pour Mon homme Godfrey (My Man Godfrey)

### Oscar de la meilleure musique
- Warner Bros. Studio Music Department pour Anthony Adverse
  - Warner Bros. Studio Music Department pour La Charge de la brigade légère (The Charge of the Light Brigade)
  - Selznick International Pictures Music Department pour Le Jardin d'Allah (The Garden of Allah)
  - Paramount Studio Music Department pour Le général est mort à l'aube (The General Died at Dawn)
  - RKO Radio Studio Music Department pour Sous les ponts de New York (Winterset)

### Oscar de la meilleure chanson originale
- The Way You Look Tonight pour Sur les ailes de la danse (Swing Time)
  - I've Got You Under My Skin pour L'amiral mène la danse (Born to Dance)
  - Pennies from Heaven pour Pennies from Heaven
  - When Did You leave Heaven pour Sing, Baby, Sing
  - Did I Remember pour Suzy
  - A Melody from the Sky pour La Fille du bois maudit (The Trail of the Lonesome Pine)

### Oscar des meilleurs décors
- Richard Day pour Dodsworth
  - Anton Grot pour Anthony Adverse
  - Cedric Gibbons, Eddie Imazu et Edwin B. Willis pour Le Grand Ziegfeld (The Great Ziegfeld)
  - William S. Darling pour Le Pacte (Lloyd's of London)
  - Albert S. D'Agostino et Jack Otterson pour La Brute magnifique (The Magnificent Brute)
  - Cedric Gibbons, Frederic Hope et Edwin B. Willis pour Roméo et Juliette (Romeo and Juliet)
  - Perry Ferguson pour Sous les ponts de New York (Winterset)

### Oscar de la meilleure photographie
- Tony Gaudio pour Anthony Adverse
  - Victor Milner pour Le général est mort à l'aube (The General Died at Dawn)
  - George Folsey pour L'Enchanteresse (The Gorgeous Hussy)

### Oscar du meilleur mixage de son
- Douglas Shearer pour San Francisco
  - E.H. Hansen pour Saint-Louis Blues (Banjo on My Knee)
  - Nathan Levinson pour La Charge de la brigade légère (The Charge of the Light Brigade)
  - Thomas T. Moulton pour Dodsworth
  - Elmer A. Raguse pour General Spanky
  - John Livadary pour L'Extravagant Mr. Deeds (Mr. Deeds Goes to Town)
  - Franklin B. Hansen pour La Légion des damnés (The Texas Rangers)
  - John Aalberg pour That Girl from Paris
  - Homer G. Tasker pour Trois Jeunes Filles à la page (Three Smart Girls)

### Oscar du meilleur montage
- Ralph Dawson pour Anthony Adverse
  - Edward Curtiss pour Le Vandale (Come and Get It)
  - William S. Gray pour Le Grand Ziegfeld (The Great Ziegfeld)
  - Barbara McLean pour Le Pacte (Lloyd's of London)
  - Conrad A. Nervig pour Le Marquis de Saint-Évremont (A Tale of Two Cities)
  - Otto Meyer pour Théodora devient folle (Theodora Goes Wild)

### Oscar du meilleur assistant réalisateur
- Jack Sullivan pour La Charge de la brigade légère (The Charge of the Light Brigade)
  - William Cannon pour Anthony Adverse
  - Eric G. Stacey pour Le Jardin d'Allah (The Garden of Allah)
  - Clem Beauchamp pour Le Dernier des Mohicans (The Last of the Mohicans)
  - Joseph M. Newman pour San Francisco

### Oscar de la meilleure chorégraphie
- Seymour Felix pour Le Grand Ziegfeld (The Great Ziegfeld)
  - Busby Berkeley pour En parade (Gold Diggers of 1937)
  - Bobby Connolly pour Caïn et Mabel
  - Dave Gould pour L'amiral mène la danse (Born to Dance)
  - Jack Haskell pour Tourbillon blanc (One in a Million)
  - Hermes Pan pour Sur les ailes de la danse (Swing Time)
  - Russell Lewis pour Le Danseur pirate (Dancing Pirate)

### Oscar du meilleur court métrage en prises de vues réellesen une bobine
- Bored of Education d'Hal Roach et MGM
  - Moscow Moods de Paramount
  - Wanted - A Master de Pete Smith (en) et MGM

### Oscar du meilleur court métrage en prises de vues réellesen deux bobines
- The Public Pays de MGM
  - Double or Nothing (en) de Warner Bros
  - Dummy Ache de RKO Radio

### Oscar du meilleur court métrage en prises de vues réelles(couleur)
- Give Me Liberty de Warner Bros
  - La Fiesta de Santa Barbara de Lewis Lewyn et MGM
  - Popular Science J-6-2 de Paramount

### Oscar du meilleur court métrage d'animation
- Cousin de campagne (The Country Cousin) de Walt Disney
  - Old Mill Pond de Hugh Harman et Rudolf Ising
  - Popeye the Sailor Meets Sindbad the Sailor de Fleischer Studios et Paramount

## Oscar d'honneur
- W. Howard Greene
- Harold Rosson
- The March of Time

## Statistiques

### Nominations multiples
- 7 nominations : Anthony Adverse, Dodsworth, Le Grand Ziegfeld
- 6 nominations : Mon homme Godfrey, San Francisco
- 5 nominations : L'Extravagant Mr. Deeds
- 4 nominations : Roméo et Juliette, La Vie de Louis Pasteur

### Récompenses multiples
- 4 récompenses : Anthony Adverse
- 3 récompenses : Le Grand Ziegfeld, La Vie de Louis Pasteur